# Sinella avita
Sinella avita är en urinsektsart som beskrevs av Christiansen 1960. Sinella avita ingår i släktet Sinella och familjen brokhoppstjärtar. Inga underarter finns listade i Catalogue of Life.